# 陳贊化
陳贊化（16世紀—17世紀），號金鉉，山東東昌府濮州朝城縣人，明朝政治人物。

## 生平
陳贊化是萬曆三十七年（1609年）己酉科舉人，天啟二年（1616年）成進士，獲授太湖知縣。縣內突然有一隻豬跟隨他，不能驅逐，於是派人跟從豬隻，就發現一具屍體，調查後將真兇伏法；之後調任桐城，適逢魏忠賢抄查左光斗家宅，他毅然對抗，不久魏璫敗亡，縣民上告朝廷，讓他陞任禮科給事中。
崇禎六年（1633年），溫體仁授意陳贊化彈劾首輔周延儒招權納賄、親近武官李元功借勢逼人，又揭發周延儒私下稱崇禎帝為「羲皇上人」；李元功因此被錦衣衛緝拿入獄，周延儒就稱病歸鄉。事後，他陞任太常少卿，歷任通政使、太仆寺卿，晉左副都御史，不久去世，追贈左都御史，入祀鄉賢祠。